# Mediascape
O termo inglês Mediascape (alternativamente a Paisagem Midiática) descreve aos recursos visuais (Imagética) e seu impacto na percepção do mundo. Este termo foi utilizado pelo antropólogo Arjun Appadurai.
O mundo mediascape também descreve a cultura visual.